# Bloomington (Nebraska)
Bloomington és una població dels Estats Units a l'estat de Nebraska. Segons el cens del 2000 tenia 124 habitants.

## Demografia
Segons el cens del 2000, Bloomington tenia 124 habitants, 60 habitatges, i 34 famílies. La densitat de població era de 59,8 habitants per km².
Dels 60 habitatges en un 20% hi vivien nens de menys de 18 anys, en un 48,3% hi vivien parelles casades, en un 6,7% dones solteres, i en un 41,7% no eren unitats familiars. En el 33,3% dels habitatges hi vivien persones soles l'11,7% de les quals corresponia a persones de 65 anys o més que vivien soles. El nombre mitjà de persones vivint en cada habitatge era de 2,07 i el nombre mitjà de persones que vivien en cada família era de 2,66.
Per edats la població es repartia de la següent manera: un 18,5% tenia menys de 18 anys, un 5,6% entre 18 i 24, un 23,4% entre 25 i 44, un 34,7% de 45 a 60 i un 17,7% 65 anys o més.
L'edat mediana era de 46 anys. Per cada 100 dones de 18 o més anys hi havia 114,9 homes.
La renda mediana per habitatge era de 15.000 $ i la renda mediana per família de 24.250 $. Els homes tenien una renda mediana de 20.208 $ mentre que les dones 23.250 $. La renda per capita de la població era de 13.334 $. Aproximadament el 12,9% de les famílies i el 22% de la població estaven per davall del llindar de pobresa.

## Poblacions més properes
El següent diagrama mostra les poblacions més properes.